# Faller Car System
Car System er et system til kørende modelbiler udviklet af det tyske firma Faller. Systemet kan bruges som supplement til modeltog på modeljernbaneanlæg, eller der kan laves rene Car System-anlæg. Systemet blev introduceret på legetøjsmessen i Nürnberg i 1989.

## Teknik
Systemet består i at en tråd er anbragt under kørebanen, som så følges af særligt udstyrede modelbiler, der har små magneter påsat styrbare foraksler. Dertil kommer så funktioner som bestemte steder at stoppe, vejkryds og trafiksignaler, der giver en realistisk gengivelse af vejtrafikken. Også jernbaneoverskæringer, busstoppesteder, tankstationer, rundkørsler og motorveje med overhalinger er mulige.
I et køretøj til Car System er der anbragt en 2,4 V-motor, der ved hjælp af et snekkedrev driver to gummihjul, samt en akkumulator. At få plads til det i de små køretøjer er en af de største udfordringer ved bygning af Car System-køretøjer, og i begyndelsen blev der derfor kun lavet store lastbiler og busser til skala H0 (1:87). Efterhånden er det dog blevet muligt at gøre teknikken endnu mindre, så der nu også findes Car System til skala TT (1:120) og skala N (1:160). Som grundmodeller benyttes køretøjer fra kendte producenter med tilpasset chassis. Der laves nu også flere personbiler til skala H0. Desuden tilbyder Faller enkeltdele, så fingerfærdige modelbyggere kan ombygge ellers ikke-køreklare modelbiler til Car System.
Ved selvbygning af gader (af 5 mm tykt krydsfiner) kan der indfræses en 0,5 mm bred og dyb rille til indlægning af køretråden. Efter indbygning af funktioner og passende efterbehandling opstår der en gengivelse af vejtrafikken. Metoden kan også bruges til at indbygge Car System i eksisterende anlæg.

## Styring
Hvert køretøj fra Faller har en magnetkontakt (Reed-kontakt), der åbnes af en magnet og derved afbryder strømmen til fremdriften af køretøjet, sådan at det stopper. På steder hvor man ønsker at køretøjer skal stoppe indbygges en spole i kørebanen. Når den aktiveres, udsender den et magnetfelt, der påvirker køretøjets magnetkontakt, så køretøjet stopper. Hvor køretøjer skal kunne dreje fra, indbygges en anden slags spole, der kan trykkes op og derved sende køretøjet hen mod køretråden i den afvigende kørebane. Det er kun muligt at dreje fra til en side (højre eller venstre). Er spolen ikke slået til, fortsætter køretøjet ligeud. Ved afvigelsen er køretøjet et kort øjeblik førerløst, før det finder den afvigende køretråd, hvilket gør indbygning af afvigelser problematisk i kurver.
Køretøjer kan også stoppes permanent uden brug af strøm. Dertil behøves en permanent magnet, der slår magnetkontakten på køretøjet til, så det står stille. Ved en kort aktivering af en spole, kan virkningen fra den permanente magnet opløses, så køretøjet kører videre. Denne funktion findes også til parkeringspladser og til Rollenden Landstraße (godstog med autotransportvogne).
Til brug for busstoppesteder anbringes en tillægsmagnet på alle busser. Den sørger for at stoppestedet kan genkende en ankommende bus og lede det hen til sig. Efter et på forhånd indstillet tidsrum sørger en timer for, at bussen kører videre. For at undgå kollisioner starter timeren forfra, hver gang en bil passerer. Mens et busstoppested er i brug, kan der ikke stoppe andre busser, og de kører derfor forbi.

## Car System Digital 3.0
Nyeste udviklingstrin er Car System Digital 3.0, der er udviklet i samarbejde mellem Faller, GamesOnTrack og Uhlenbrock. Her bruges såkaldte "satellitter", der ved hjælp af ultralyd kan dirigere køretøjerne til et hvilket som helst punkt i realtid. Derved bortfalder andre former for tilbagemelding så som magnetkontakter. Funktioner som aktivering af blinklys, langsomkørsel eller afspilning af lydeffekter kan udføres på et hvilket som helst sted ved hjælp af en permanent radioforbindelse. Det gør faste steder at stoppe overflødige og gør det muligt at lave mere realistiske, varierede og fleksiblere scenarier. Samtidig kan køretøjer også sende tilbagemeldinger om deres aktuelle status, f.eks. om hvor meget batteristrøm de har. Efter behov kan et køretøj på den måde sendes til en processorstyret ladestation.

## Lignende systemer
Udover Fallers system findes der også et system med magnetiske kørebaner, Mader Magnet-Truck. Andre producenter som InfraCar og DC-Car laver sæt til styring med infrarød af funktioner som lys, blinklys og hastighed, der er kompatible med både Faller Car System og Mader Magnet-Truck.
I modeljernbaneudstillingen Miniatur Wunderland i Hamburg har man lavet en videreudvikling af Faller Car System, hvilket er blevet til lidt af en attraktion i sig selv. Forskellige steder på det store anlæg kører der således over 270 køretøjer med alle indbyggede lys og med behørig overholdelse af færdselsreglerne. Særligt opsigtsvækkende er desuden brandudrykninger til skiftende steder, hvor brandbilerne rykker ud under sirenehylen (fra højtalere indbygget i anlægget), mens andre køretøjer behørigt holder tilbage.